# Liste der Monuments historiques in Solre-le-Château
Die Liste der Monuments historiques in Solre-le-Château führt die Monuments historiques in der französischen Gemeinde Solre-le-Château auf.

## Liste der Bauwerke
| Bezeichnung                    | Beschreibung | Standort             | Kennzeichnung | Schutzstatus | Datum | Bild           |
| ------------------------------ | ------------ | -------------------- | ------------- | ------------ | ----- | -------------- |
| Kapelle Notre-Dame-de-Walcourt |              | Rue de Trélon (Lage) | PA00107820    | Inscrit      | 1984  |                |
| Kirche St-Pierre-St-Paul       |              | (Lage)               | PA00107821    | Classé       | 1932  | weitere Bilder |
| Hôtel de Ville                 |              | (Lage)               | PA00107822    | Classé       | 1931  |                |
| Menhire Pierre Martine         |              | (Lage)               | PA00107823    | Classé       | 1862  | weitere Bilder |

## Liste der Objekte

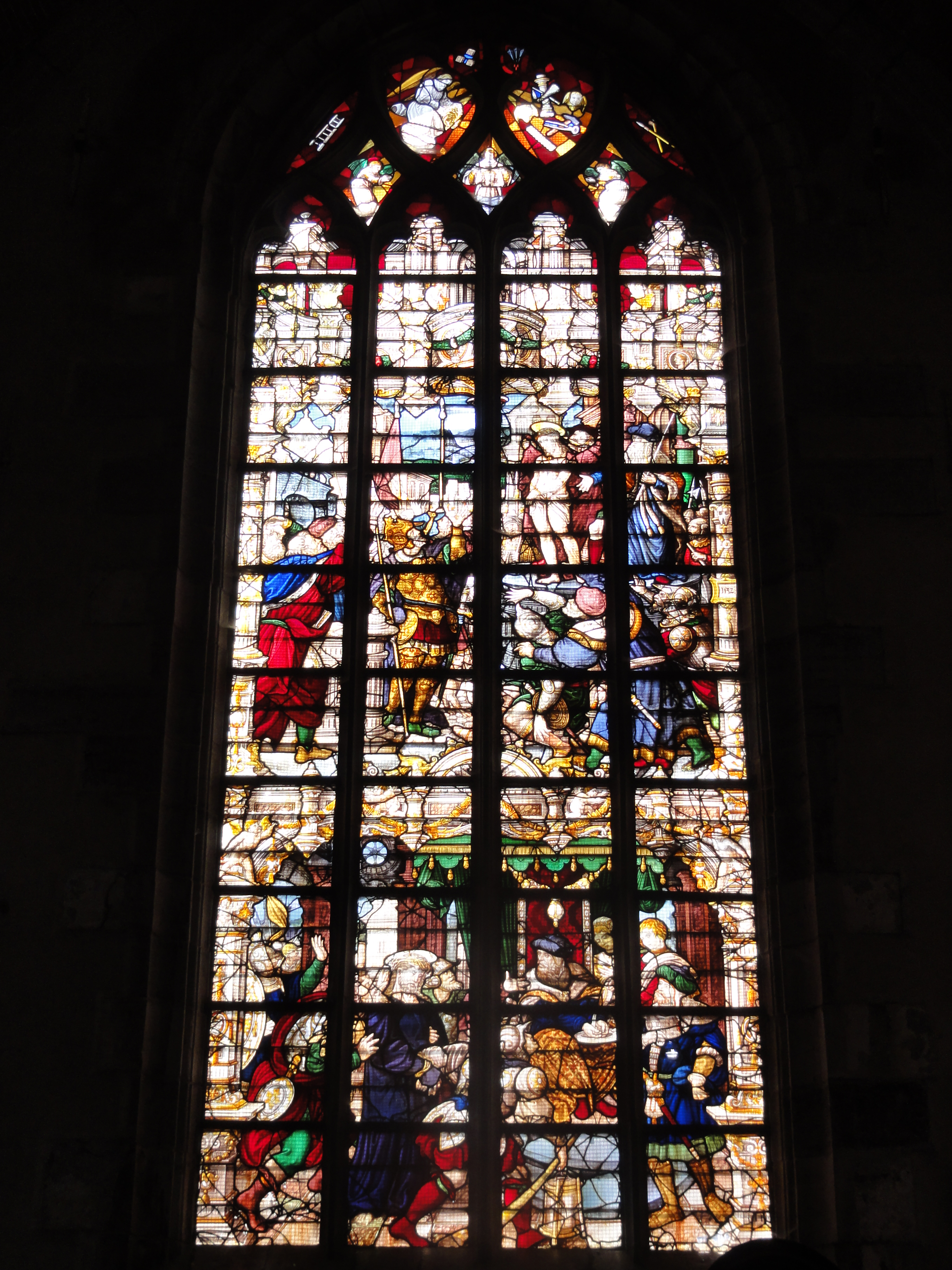
Fenster Jesus vor Pilatus in Solre-le-Château

- Monuments historiques (Objekte) in Solre-le-Château in der Base Palissy des französischen Kultusministeriums

Siehe auch: Jesus vor Pilatus (Solre-le-Château) und Retabel des Jakobus des Älteren (Solre-le-Château)